# Haviár Dániel (országgyűlési képviselő)
Haviár Dániel Dienes (Rimaszombat, 1849. március 1. – Szarvas, 1922. június 23.), ügyvéd, tiszteletbeli főügyész, országgyűlési képviselő

## Szülei, tanulmányai
Édesapja Haviár Dániel (Tugár, 1816. október 27. – Szarvas, 1867. november 5.) rimaszombati, majd 1855-től szarvasi evangélikus lelkész, a főiskola tanácsának elnöke, 1864-től békési esperes, édesanyja Gallik Valburga Apollónia volt. Két húga és egy öccse Rimaszombaton születtek, újabb két öccse és két húga már Szarvason.
A Szarvasi Evangélikus Gimnáziumban végezte el a középiskolát, majd az eperjesi jogakadémián és a budapesti tudományegyetemen jogász diplomát nyert.

## Pályafutása
1872 novemberében ügyvédi irodát nyitott Szarvason. 1877-ben Békés vármegye tiszteletbeli főügyészévé nevezték ki, s a megyei közigazgatási bizottságnak is tagja lett. Tevékenyen részt vett az evangélikus egyház életében a Békési Esperesség törvényszékének alelnökeként, 1881-től pedig a Szarvasi Evangélikus Egyház felügyelőjeként is. A szarvasi evangélikus főgimnázium és tanítóképző kormányzó testületének tagja és a Szarvasi Takarékpénztár aligazgatója, majd elnöke volt.
1884-ben választották országgyűlési képviselővé. A Függetlenségi Párt legnagyobb sikereként könyvelték el, hogy Haviár Dániel az 1884. évi szarvasi képviselőválasztáson megbuktatta a kormánypárt egyik főemberét, Móricz Pált. Ezt a kerületet képviselte 1896-ig, ekkor Csáky Albin gróffal szemben kisebbségben maradt, s két cikluson keresztül nem volt a Ház tagja. 1905-ben újra mandátumhoz jutott régi kerületében.
Rövid megszakításokkal a függetlenségi párt vezetője, majd Irányi Dániel idejében alelnöke volt.
Az Aradi Ügyvédi Kamara és a Békésvármegyei Régészeti és Mívelődéstörténelmi Társulat is tagjai között tudhatta.
A Békés-Csanádi helyi érdekű vasút Rt. igazgatósági tagja volt.

## Családja
Feleségével, Rohoska Pauilnával (Szarvas, 1850. augusztus 22. – Szarvas, 1914. szeptember 15.) egyetlen fiuk született. Ifjabb Haviár Dániel békési tiszteletbeli szolgabíró a cs. és kir. 10. huszárezred zászlósaként 1915. február 28-án „az északi harctéren a galíciai Babin község határában hősi küzdelem után orosz fogságba került.” Több hónapi várakozás után az életben maradt szemtanúk segítségével megtalált és exhumált holttestét 1915. október 24-én Szarvason temették el. Felesége, Renglovich Lujza és ugyancsak Lujza nevű, még kislány árvája maradtak utána.

## Halála
Feleségének 1914. évi és fiának 1915. évi halála megtörte Haviár Dánielt, s amint hátrahagyott levelében írta: „betegsége miatt az életnek csak terhét érezte és nem akar másoknak segítségére rászorulni”, ezért 1922. június 23-án, 73 éves korában főbe lőtte magát.

## Irodalmi munkássága
- 1870. június 13-án „Az emberiségről — társadalmi szempontból” című tanulmányát olvasta fel az Országgyűlési gyakornokok testületének 20. nyilvános közgyűlésén az országházban.[25]
- 1870. július 27-től 1870. november 27-ig 10 részben, Körösparti Norbert álnéven írt „Pesti levelek” című esszéit közölte a Békés lap.[26]
- 1870. augusztustól szeptemberig 3 részletben, Haviár Dani néven „A mezőgazdasági munkaerőről” című tanulmányát közölte a Békés lap.[27]
- Haviár Dani: Temetőben halottak napján. Békés, 1872. november 3. 31. szám.